# Dolmen Pedra da Arca (Regoelle)

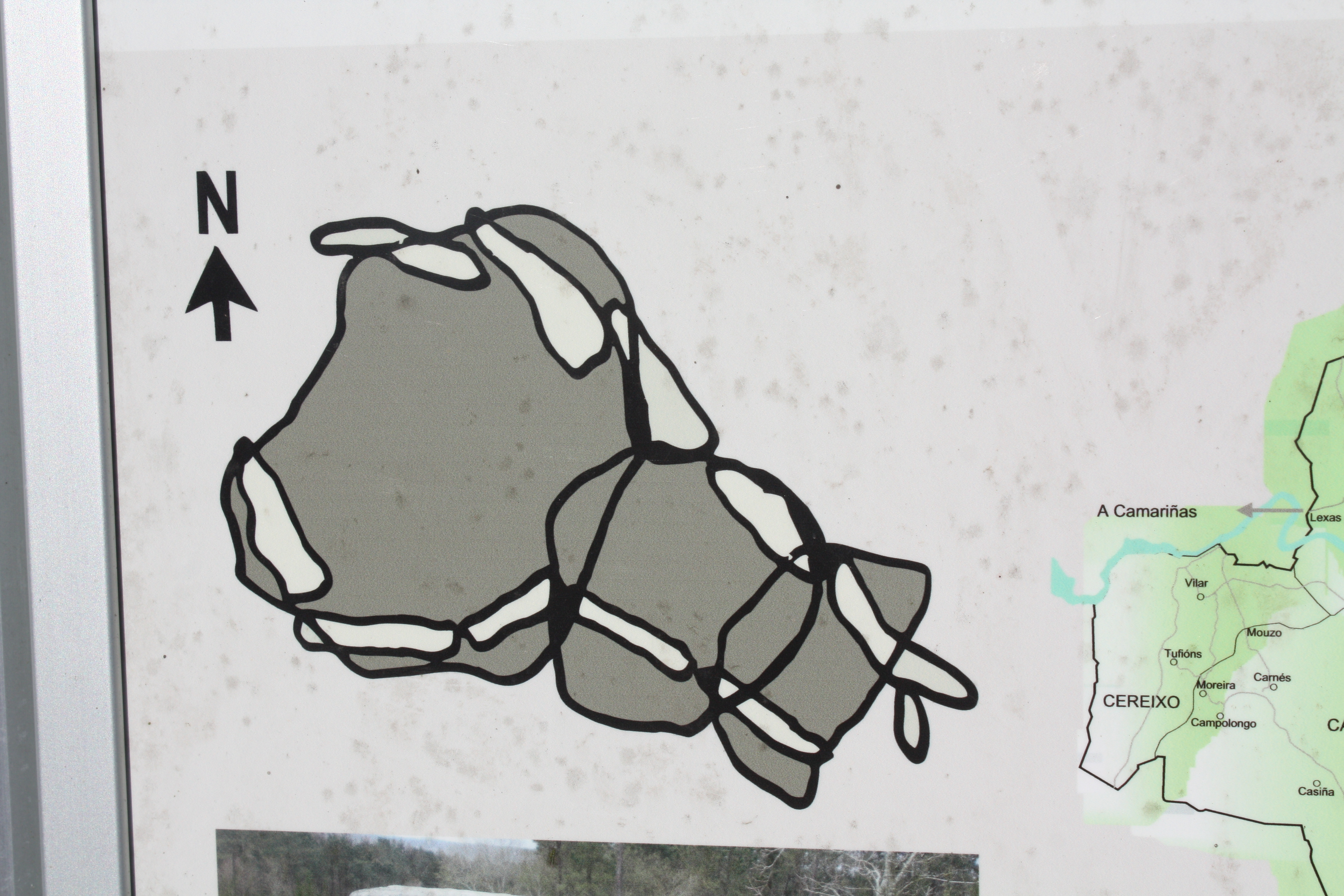
Dolmen Pedra da Arca

Der Dolmen Pedra da Arca (auch Casa das Mouros oder Casa dos Mouros genannt) liegt östlich von Dumbría und südlich von Bainas, in Regoelle (auch Rego Elle) in der Provinz A Coruña in Galicien in Spanien.
Der neolithische Dolmen entstand zwischen 4000 und 3000 v. Chr. auf einem Hügel (28 × 30 m). Er hat eine Gesamtlänge von 7,5 m und besitzt drei Decksteine über Kammer und Gangansatz; dessen Reste nach Osten orientiert noch erkennbar sind. Die Archäologen entdeckten Reste von Malereien im Inneren der etwa 3,8 m langen Kammer.

Pedra da Arca
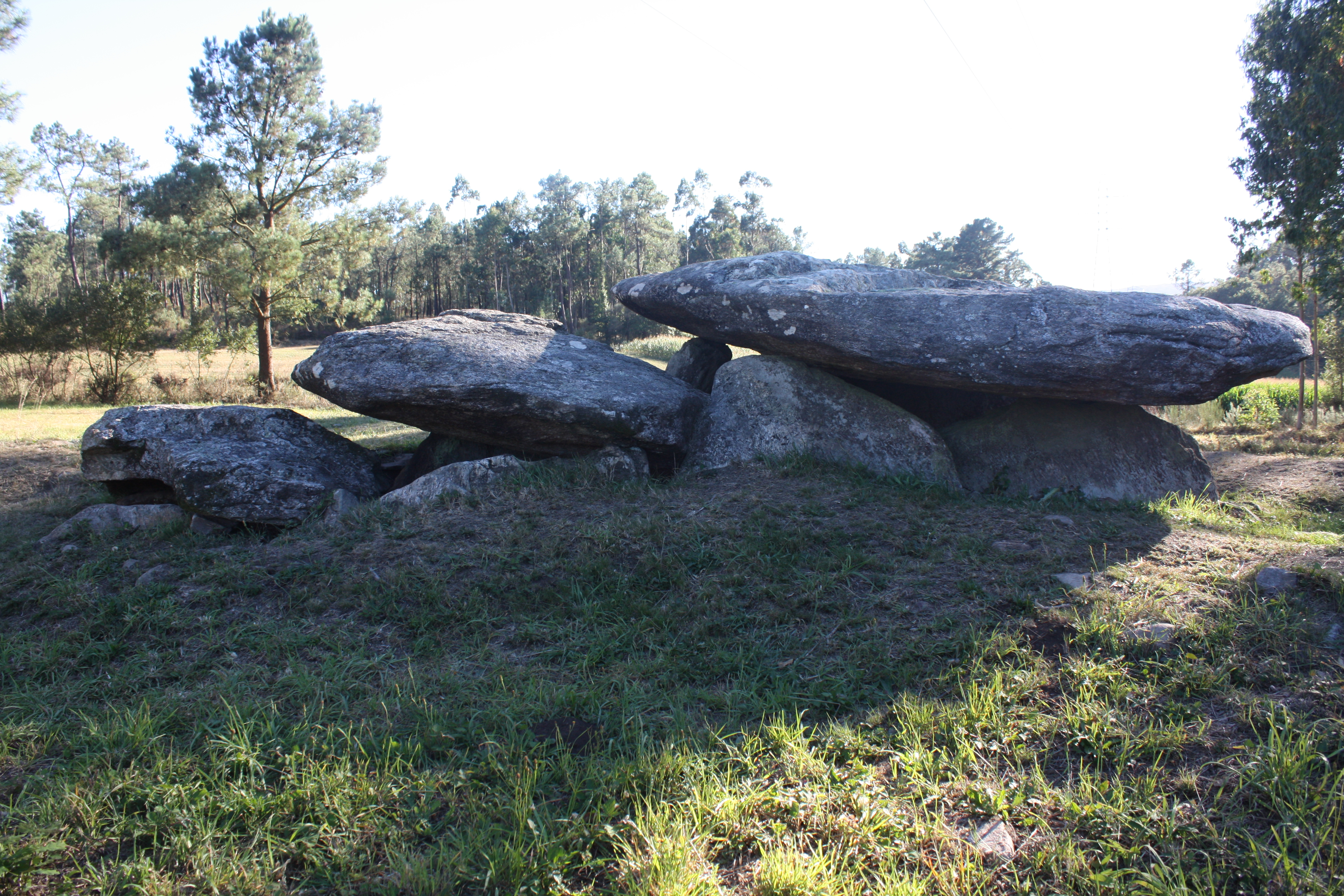
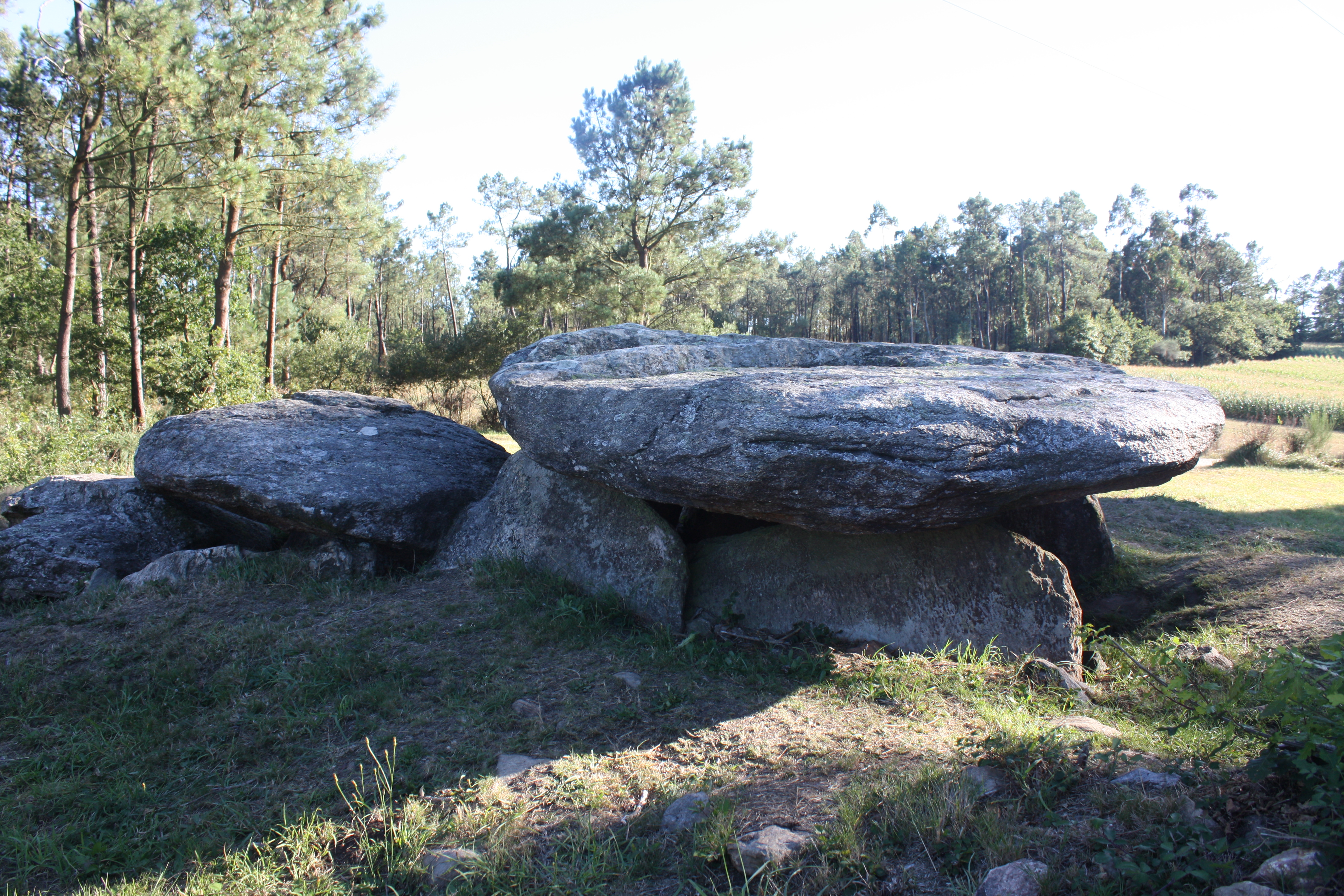
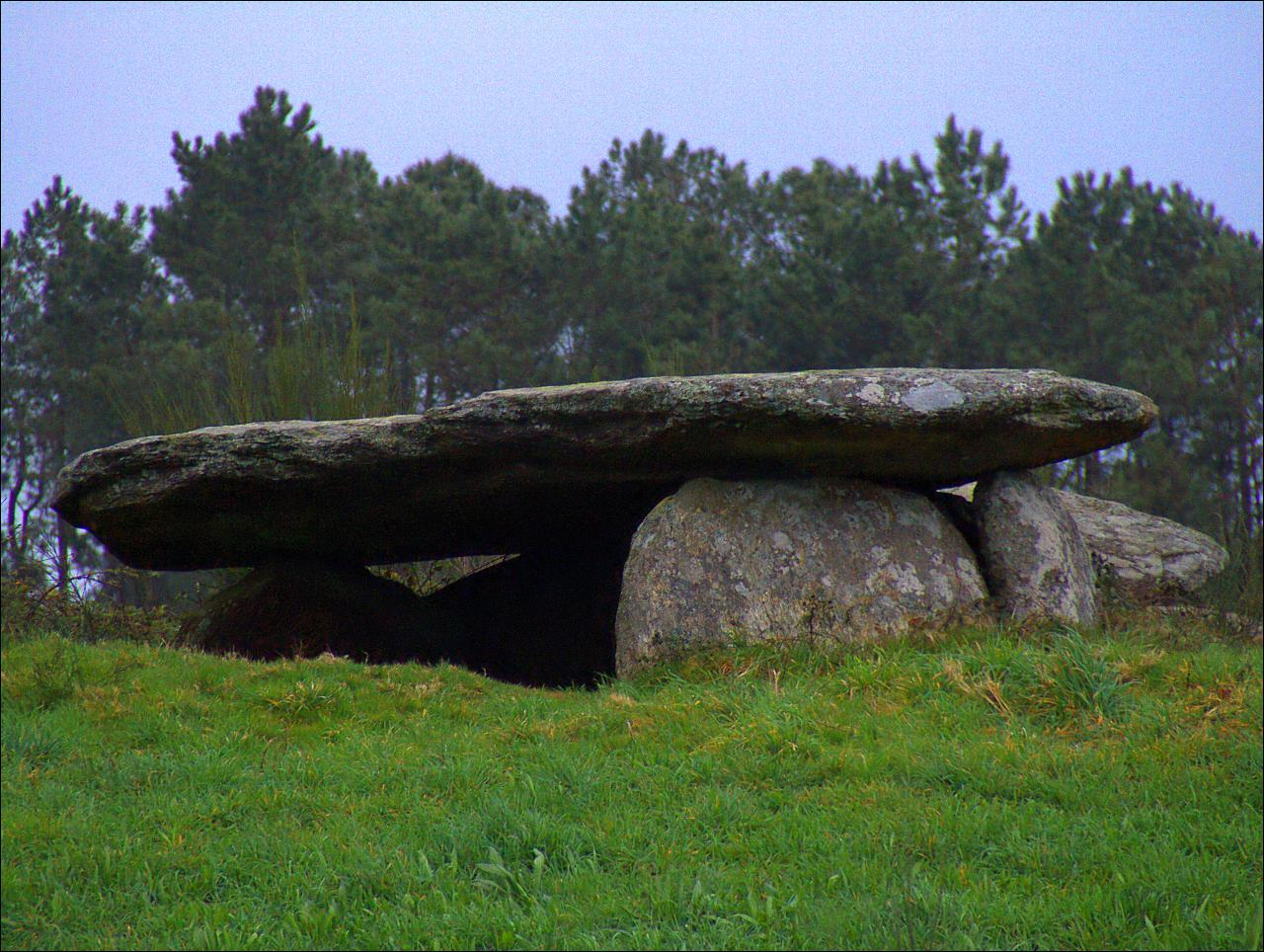
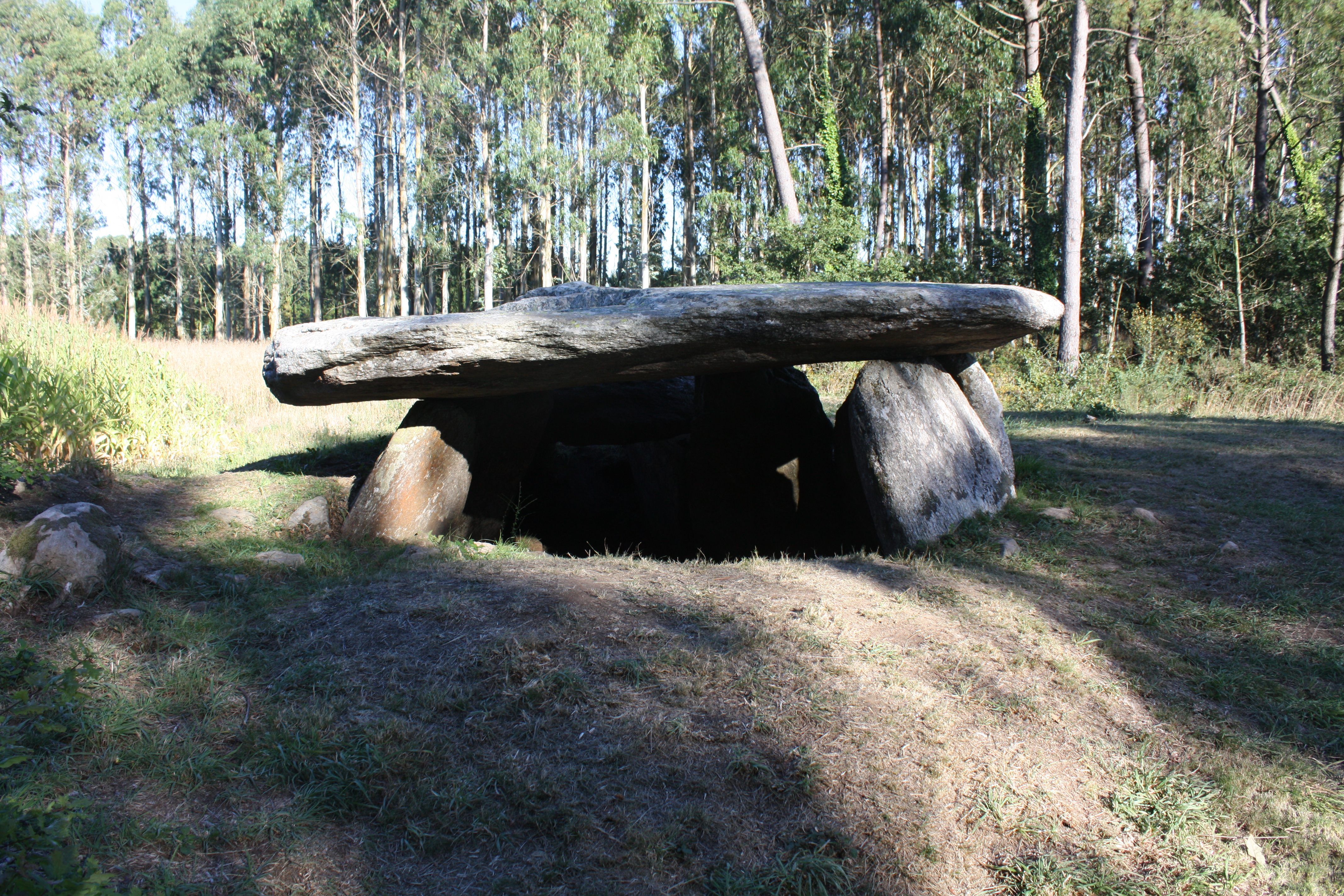

Der 36 km entfernte gleichnamige „Dolmen Pedra da Arca“ liegt südlich von Malpica bei Carballo im Norden von Galicien.